# Altica viridula
Altica viridula  es una especie de  coleóptero de la familia Chrysomelidae. Fue descrita científicamente por primera vez en 1889 por Weise.